# Lillåstjärnen, Härjedalen
Lillåstjärnen är en sjö i Härjedalens kommun i Härjedalen och ingår i Ljusnans huvudavrinningsområde.